# Pseudomuscari coeruleum
Pseudomuscari coeruleum är en sparrisväxtart som först beskrevs av A.S.Losina- Losinskaja, och fick sitt nu gällande namn av Fabio Garbari. Pseudomuscari coeruleum ingår i släktet Pseudomuscari och familjen sparrisväxter. Inga underarter finns listade i Catalogue of Life.